# Ptyonoprogne
Ptyonoprogne är ett fågelsläkte ibland kallat klippsvalor, i familjen svalor inom ordningen tättingar. Släktet omfattar fem arter med utbredning från Medelhavsområdet till Sydafrika i söder och Indokina i öster:
- Kapklippsvala (P. fuligula)
- Mörk klippsvala (P. concolor)
- Klippsvala (P. rupestris)
- Ockrastrupig klippsvala (P. rufigula)
- Blek klippsvala (P. obsoleta)

Tidigare behandlades obsoleta, fuligula och rufigula som en och samma art, afrikansk klippsvala (P. fuligula).